# KDB생명타워
KDB생명타워(영어: KDB Life Tower)는 대한민국 서울특별시 용산구 동자동에 위치한 업무용 빌딩이다.
CJ올리브영은 서울 용산구의 KDB생명타워를 6744억원에 매입한다고 2025년 5월 16일에 공시했다.

## 시설
바로 옆에 센트레빌 아스테리움 서울이 있다. KDB생명보험의 본사 건물이며 그 외에 다른 기업들도 입주하고 있다. 지하철 서울역과 연결되어 있다. 엘리베이터는 총 15대이다.

## 갤러리

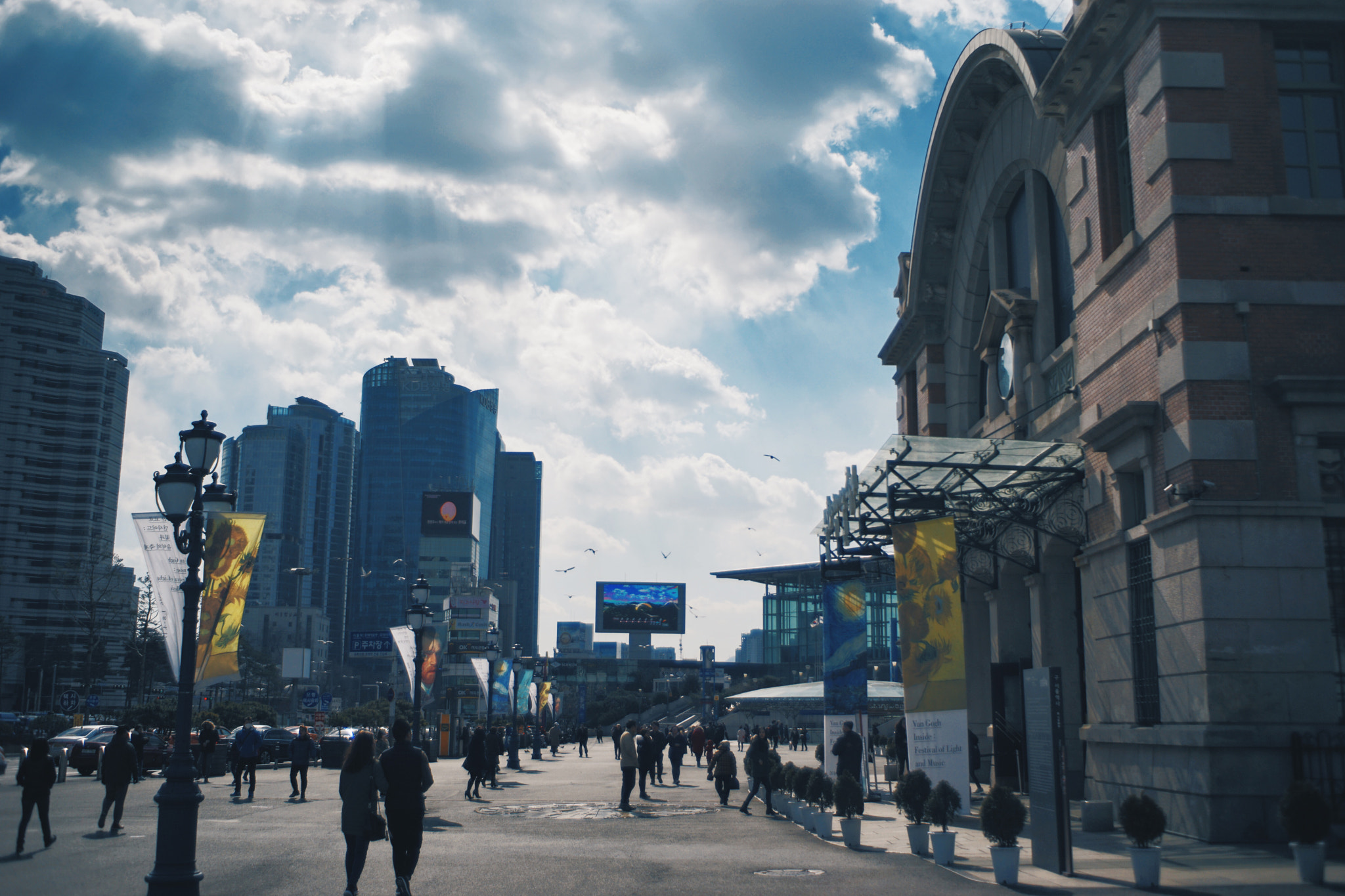
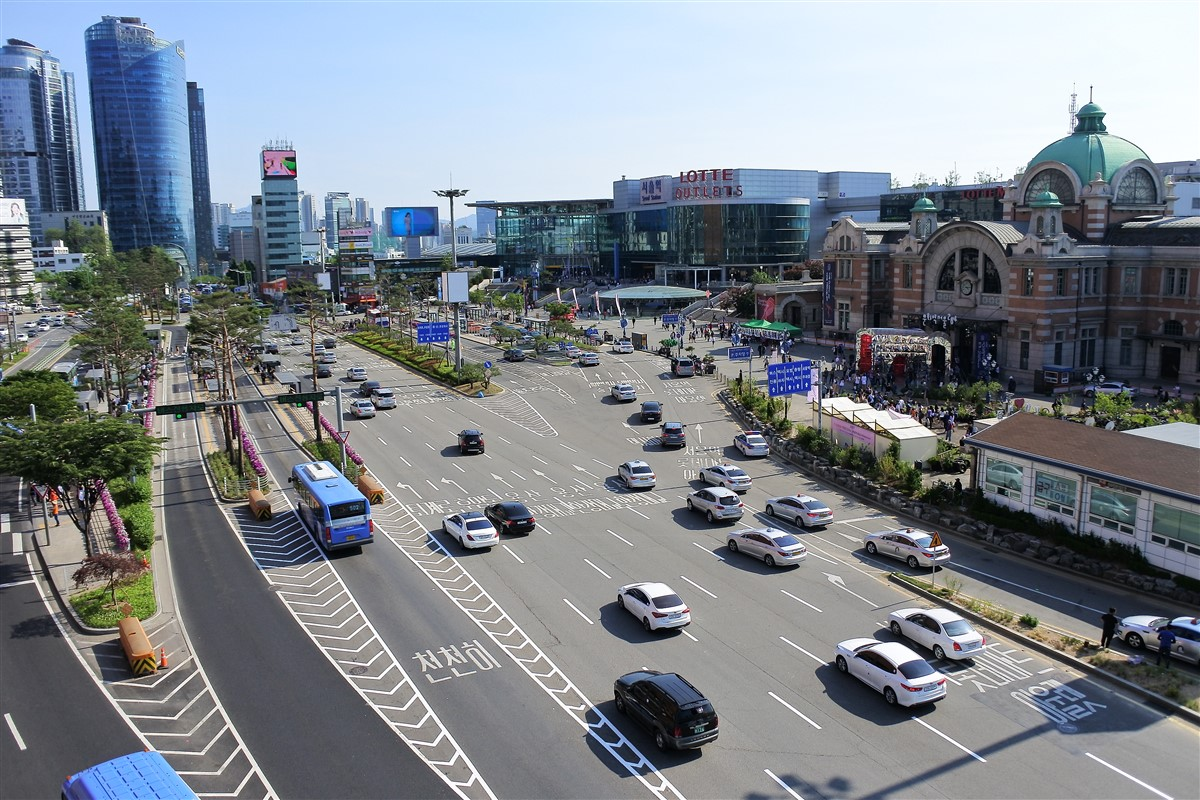
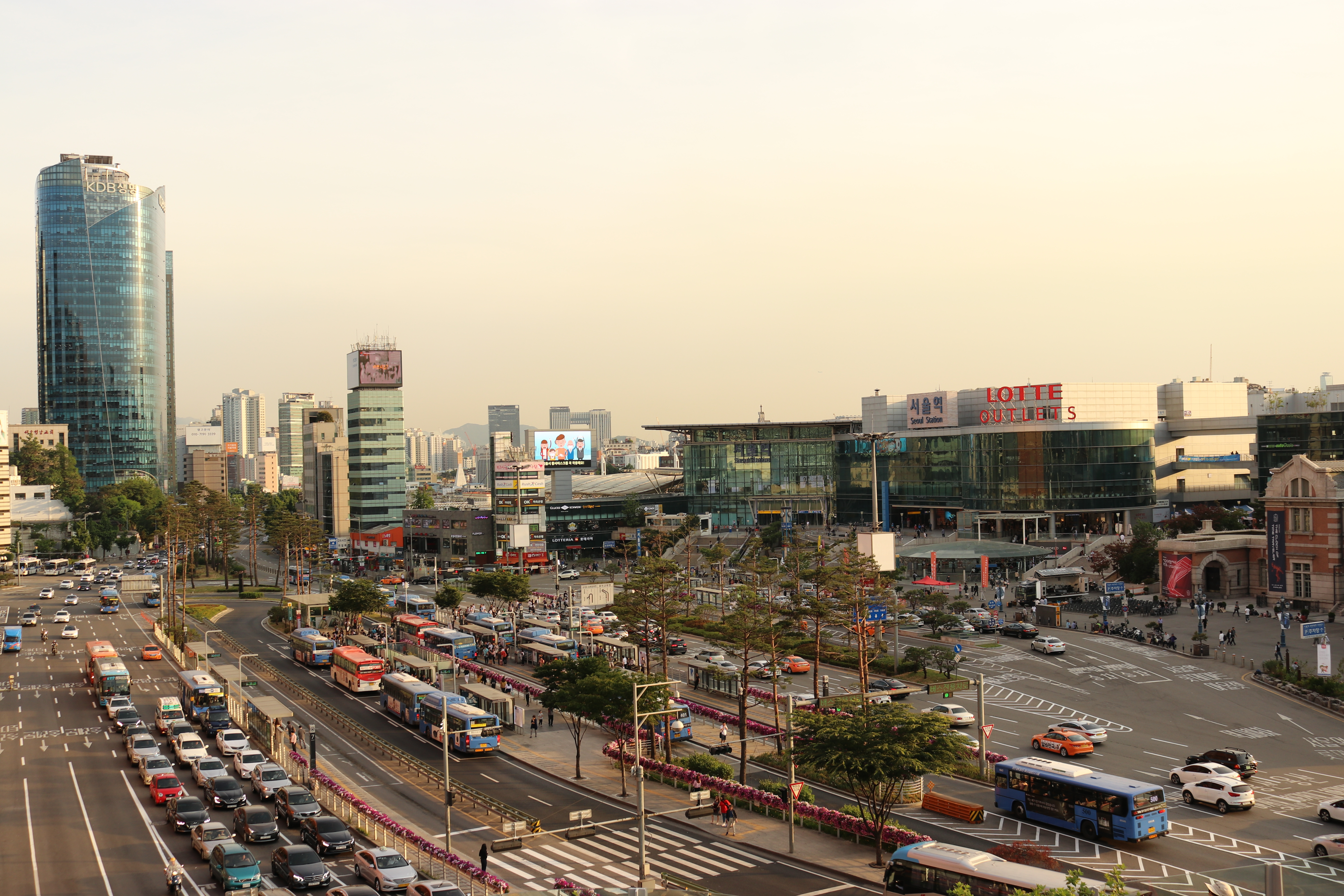

## 같이 보기
- 서울특별시의 마천루 목록

1. ↑  “CJ올리브영, 서울역 인근 KDB생명타워 매입”. 2025년 5월 16일. 2025년 8월 17일에 확인함.